# Bitwa pod Humiennem
Bitwa pod Humiennem (węg. Homonnai csata) – bitwa stoczona w dniach 22–23 listopada 1619 między polskimi lisowczykami w służbie Habsburgów a wojskami siedmiogrodzkimi. Do starcia nazwanego pierwszą odsieczą wiedeńską doszło w czasie antyhabsburskiego powstania na Węgrzech i Morawach, będącego częścią wojny trzydziestoletniej (1618–1648).

## Tło historyczne
W pierwszych latach XVII wieku Habsburgowie austriaccy ograniczyli prawa protestantów w krajach wchodzących w skład ich Monarchii, co spowodowało narastanie konfliktu pomiędzy państwami protestanckimi a katolickimi. Sygnałem do wojny stała się defenestracja praska w maju 1618, czyli wyrzucenie przez okno zamku na Hradczanach dwóch namiestników cesarskich. Sytuacja militarna cesarza Ferdynanda II pogorszyła się wraz z końcem roku, więc cesarz zdecydował się wysłać do Rzeczypospolitej oficjalne poselstwo z prośbą o pomoc, ale król Zygmunt III Waza nie chciał oficjalnie angażować się w wojnę. W tym samym okresie Czesi nawiązali współpracę z władcą Siedmiogrodu, księciem Gáborem Bethlenem, który w 1619 wyruszył wraz ze swoją armią pod Wiedeń i rozpoczął oblężenie habsburskiej stolicy. Zygmunt III Waza chcąc rozwiązać dwa problemy – łupiących niektóre powiaty zwolnionych ze służby królewskiej lisowczyków oraz pomoc Habsburgom – zgodził się na zaciągnięcie lisowczyków na służbę cesarską. Głównie chodziło o pozbycie się lisowczyków dopuszczających się rabunków i gwałtów nawet na ziemiach polskich, np. na Podgórzu Karpackim. Dowództwo objęli Jerzy Drugeth de Homannay, zbiegły magnat z Siedmiogrodu powiązany rodzinnie z Mniszchami oraz Stadnickimi, a także Walenty Rogowski sprawujący funkcję dowódcy lisowczyków.

## Bitwa
Zgodnie z planem lisowczycy mieli przez Słowację przedostać się do Siedmiogrodu. Książę Bethlen chcąc zabezpieczyć się przed taką ewentualnością wydzielił siły pod dowództwem Jerzego Rakoczego w liczbie 7 tysięcy żołnierzy, którzy zastąpili drogę 10-tysięcznym wojskom polskim, zajmując na wzniesieniach niedaleko Humiennego dogodne do obrony pozycje nad rzeką Laborec u zbiegu dwóch dolin. 22 listopada 1619 za radą Homannaya część polskich wojsk z sukcesem starła się z jazdą siedmiogrodzką, po czym zgrupowanie Jana Walentego Rogawskiego spróbowało dostać się na tyły Węgrów, ale bez powodzenia. 23 listopada gdy frontalne ataki na Rakoczego nie przyniosły skutku, podjęto decyzję o próbie wyciągnięcia wojsk siedmiogrodzkich z umocnionych pozycji stosując taktykę pozorowanej ucieczki. Rogawski podzielił lisowczyków na cztery kolumny wydając polecenie odwrotu do obozu. Jerzy Rakoczy dał znak do pogoni, lisowczycy zaś zgodnie z rozkazem Jana Walentego Rogawskiego gwałtownie zawrócili i starli się z jazdą, a następnie nieuszykowaną do starcia piechotą. W wyniku bitwy wojska siedmiogrodzkie straciły około 3 tysięcy żołnierzy, a sam Rakoczy dwóch braci: jeden poległ, drugi dostał się do polskiej niewoli. Z resztą sił wycofał się do zamku Makowica, którego lisowczycy z uwagi na brak artylerii nie zdobyli. Książę Gábor Bethlen powiadomiony o klęsce Jerzego Rakoczego postanowił zwinąć oblężenie Wiednia i wycofać się za Dunaj. Do obrony swoich posiadłości skierował 15 tysięcy żołnierzy, co poprawiło wydatnie położenie militarne wojsk habsburskich i pozwoliło im na kontynuowanie wojny.

## Podsumowanie
Zwycięska dla lisowczyków bitwa pod Humiennem uratowała koronę czeską i węgierską dla cesarza Ferdynanda II, spowodowała także wrogie stanowisko sułtana Imperium Osmańskiego Osmana II, który był suwerenem księcia siedmiogrodzkiego i była jedną z przyczyn wojny polsko-tureckiej (1620–1621).